# Difundella
Difundella é um gênero de mariposa pertencente à família Crambidae.